# Zhovte (Raión de Berezivka)
Amarillo (ucraniano: Жовте) es una localidad del Raión de Berezivka en el óblast de Odesa del sur de Ucrania. Según el censo de 2001, tiene una población de 61 habitantes.